# Miyakojima (stad)

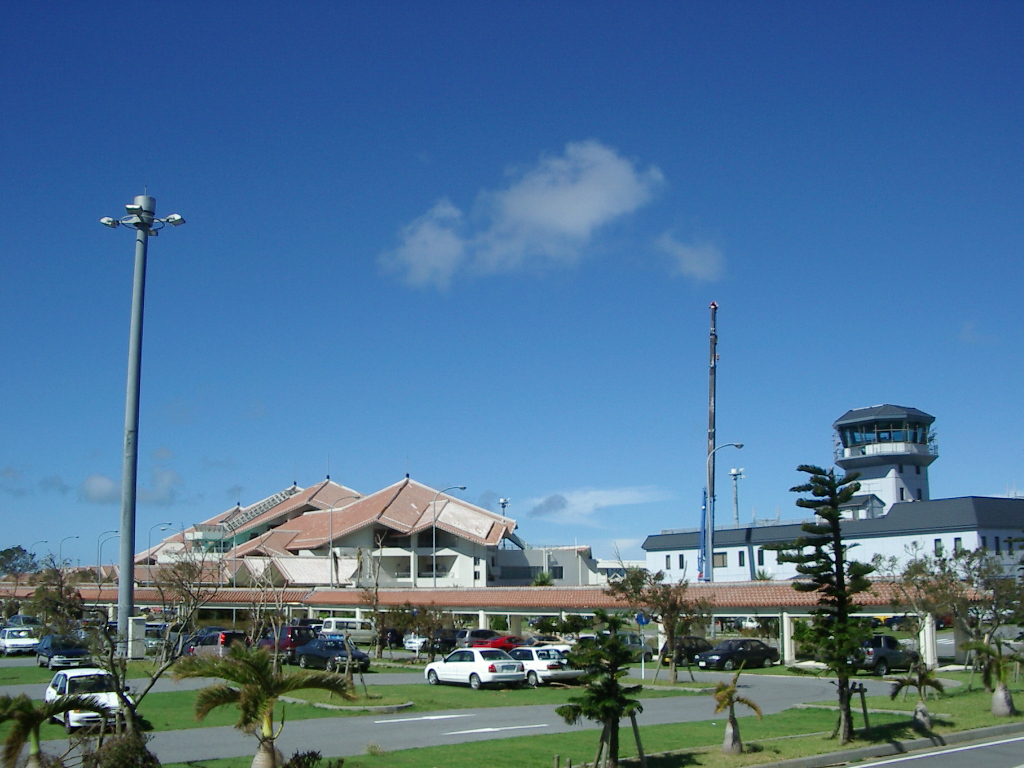
Flygplatsen i Miyakojima.

Miyakojima eller Miyako-jima, (japanska: 宮古島市?, Miyakojima-shi; miyako: Myaaku, okinawianska: Naaku), är en stad i Japan, och är belägen i Okinawa prefektur. Staden bildades den 1 oktober 2005 genom en sammanslagning av kommunen Hirara med de omgivande kommunerna Irabu, Gusukube, Shimoji och Ueno. Staden omfattar öarna Miyako-jima, Ikema-jima, Ōgami-jima, Irabu-jima, Shimoji-shima och Kurima-jima. Det finns broförbindelse från Miyako-jima till alla öar utom Ōgami-jima.